# 燃烧的雪花
《燃烧的雪花》是2022年北京冬季奥林匹克运动会的志愿者歌曲，常石磊作曲、王平久作词。

## 创作
《燃烧的雪花》由曾参与创作2008年北京奥运会开幕式主题曲《我和你》的常石磊作曲、曾协助制作奥运歌曲《北京欢迎你》的王平久作词。谈及自己创作的一系列奥运歌曲时，常石磊称这是一笔“非常丰富、无法预料的遗产”，也说自己“命特好”、“感觉就像做梦一样”。
2019年，北京冬奥组委开展第一届冬奥音乐作品征集活动，《燃烧的雪花》从1137件应征作品中入选，获评为最终的10首优秀歌曲之一。

## 演唱
2019年12月5日的赛会志愿者全球招募启动仪式中表演了《燃烧的雪花》。2021年央视春节联欢晚会上，若干明星与中国冰雪项目国家集训队的运动员共同演唱了此歌曲。